# Axinella trichophora
Axinella trichophora är en svampdjursart som beskrevs av Jörn Hentschel 1929. Axinella trichophora ingår i släktet Axinella och familjen Axinellidae. Inga underarter finns listade i Catalogue of Life.